# Программа Ленглендса
Программа Ленглендса — сеть далеко идущих математических гипотез о связях между теорией чисел и геометрией, предложенная Робертом Ленглендсом в 1967-1970 гг. Основная цель — связать группы Галуа в алгебраической теории чисел с автоморфными формами и теорией представлений алгебраических групп над локальными полями и аделями. Считается одним из крупнейших математических исследовательских проектов XX века, отмечалась Эдвардом Френкелем как «теория великого объединения математики».
За разработку программы Ленглендс получил премию Абеля в 2018 году.

## Контекст
Программа Ленглендса построена на разработанных ранее идеях: это философия параболических форм, сформулированная несколькими годами ранее Хариш-Чандрой и Израилем Гельфандом в 1963 году, работы Хариш-Чандры по полупростым группам Ли, а в техническом плане — формула следа Сельберга.
Основная новизна работ Ленглендса, помимо технической глубины, состояла в гипотезах о прямой связи теории автоморфных форм и теории представлений с теорией чисел, в частности о соответствии между морфизмами в этих теориях (функториальность).
Например, в работе Хариш-Чандры можно найти принцип, согласно которому то, что можно сделать для одной полупростой (или редуктивной) группы Ли, должно быть сделано для всех. Поэтому, как только была признана роль некоторых малоразмерных групп Ли, таких как {\displaystyle \mathrm {GL} (2)} в теории модулярных форм и с ретроспективным взглядом {\displaystyle \mathrm {GL} (1)} в теории полей классов, путь был открыт как минимум к предположению о {\displaystyle \mathrm {GL} (n)} для общего случая {\displaystyle n>2}.
Идея параболических форм (англ. cusp form) появилась из заострений на модулярных кривых, но также имела смысл, видимый в спектральной теории как дискретный спектр, контрастирующий с непрерывным спектром из рядов Эйзенштейна. Он становится гораздо более техническим для больших групп Ли, потому что параболические подгруппы более многочисленны.
Во всех этих подходах не было недостатка в технических методах, часто индуктивных по своей природе и основанных на декомпозиции Леви среди других вопросов, но поле было и остаётся очень требовательным.
На стороне модулярных форм были такие примеры, как модулярные формы Гильберта, модулярные формы Зигеля и тэта-ряды.

## Объекты гипотезы
Существует ряд связанных гипотез Ленглендса. Существует множество разных групп во многих разных областях, для которых они могут быть изложены, и для каждой области существует несколько различных вариантов гипотез. Некоторые версии гипотез Ленглендса являются неопределенными или зависят от таких объектов, как группы Ленглендса, существование которых не доказано, или от L-группы, которая имеет несколько неэквивалентных определений. Более того, гипотезы Ленглендса развивались с тех пор, как Ленглендс впервые изложил их в 1967 году.
Существуют различные типы объектов, для которых могут быть сформулированы гипотезы Ленглендса:
- Представления редуктивных групп над локальными полями (с различными подслучаями, соответствующими архимедовым локальным полям, p-адическим локальным полям и пополнениям полей функций),
- Автоморфные формы на редуктивных группах над локальными полями (с подслучаями, соответствующими числовым полям или полям функций),
- Конечные поля. Ленглендс первоначально не рассматривал этот случай, но его гипотезы имеют для него аналоги,
- Более общие поля, такие как поля функций над полем комплексных чисел.

## Гипотезы
Существует несколько разных способов изложения гипотез Ленглендса, которые тесно связаны, но не являются очевидно эквивалентными.

### Взаимность
Отправной точкой программы можно считать закон взаимности Артина, который обобщает квадратичный закон взаимности. Закон взаимности Артина действует в любом расширении Галуа алгебраического числового поля, группа Галуа которого является абелевой; он ставит в соответствие одномерным представлениям этой группы Галуа некоторые L-функции и утверждает, что эти L-функции идентичны некоторым L-рядам Дирихле или более общим рядам, построенным по характерам Гекке (то есть некоторым аналогам от дзета-функции Римана, например L-функциям Гекке). Точное соответствие между этими различными видами L-функций составляет закон взаимности Артина.
Для неабелевых групп Галуа и их представлений размерностью более чем 1 тоже можно определить естественным образом L-функции: L-функции Артина.
Проницательность Ленглендса заключалась в том, чтобы найти правильное обобщение L-функций Дирихле, что позволило бы обобщить формулировку Артина. Гекке ранее связывал L-функции Дирихле с автоморфными формами (голоморфных функций на верхней полуплоскости {\displaystyle \mathbb {C} }, которые удовлетворяют некоторым функциональным уравнениям). Затем Ленглендс обобщил их на автоморфные каспидальные представления, которые являются определёнными бесконечномерными неприводимыми представлениями общей линейной группы {\displaystyle \mathrm {GL} (n)} над кольцом аделей {\displaystyle \mathbb {Q} }. (Это кольцо одновременно отслеживает все пополнения {\displaystyle \mathbb {Q} }, см. p-адические числа.)
Ленглендс связал автоморфные L-функции к этим автоморфным представлениям и предположил, что каждая L-функция Артина, возникающая из конечномерного представления группы Галуа числового поля, равна некоторой L-функции, возникающей из автоморфного каспидального представления. Это известно как его гипотеза взаимности.
Грубо говоря, гипотеза взаимности дает соответствие между автоморфными представлениями редуктивной группы и гомоморфизмами из группы Ленглендса в L-группы. Существует множество вариаций этого, отчасти потому, что определения группы Ленглендса и L-группы не являются фиксированными.
Ожидается, что это даст параметризацию L-пакетов допустимых неприводимых представлений редуктивной группы над локальным полем. Например, над полем вещественных чисел это соответствие является классификацией Ленглендса представлений действительных редуктивных групп. Над глобальными полями это соответствие должно дать параметризацию автоморфных форм.

### Функториальность
В гипотезе функториальности утверждается, что подходящий гомоморфизм L-групп должен давать соответствие между автоморфными формами (в глобальном случае) или представлениями (в локальном случае). Грубо говоря, гипотеза об эквивалентности Ленглендса является частным случаем гипотезы функториальности, когда одна из редуктивных групп тривиальна.

#### Обобщённая функториальность
Ленглендс обобщил идею функториальности: вместо общей линейной группы {\displaystyle \mathrm {GL} (n)} можно использовать другие связные редуктивные группы. Более того, имея такую группу {\displaystyle G}, Ленглендс строит двойственную группу {\displaystyle ^{L}G}, а затем для каждого автоморфного каспидального представления {\displaystyle G} и любого конечномерного представления {\displaystyle ^{L}G}, он определяет L-функцию. Одна из его гипотез утверждает, что эти L-функции удовлетворяют некоторому функциональному уравнению, обобщающему функциональные уравнения других известных L-функций.
Затем он формулирует очень общий Принцип Функториальности. Для двух данных редуктивных групп и (хорошего) морфизма между соответствующими L-группами, Принцип Функториальности связывает их автоморфные представления так, чтобы они были совместимы с их L-функциями. Из этой следуют многие другие существующие гипотезы. Это характер конструкции индуцированного представления, что в более традиционной теории автоморфных форм было названо «поднятие», известное в специальных случаях, и поэтому ковариантно (тогда как ограниченное представление контравариантно). Попытки указать прямую конструкцию дали лишь некоторые условные результаты.
Все эти гипотезы могут быть сформулированы для более общих полей вместо {\displaystyle \mathbb {Q} }: поле алгебраических чисел (исходный и самый важный случай), локальные поля и поля функций (конечные расширения {\displaystyle \mathbb {F} _{p}(t)} — поля рациональных функций над конечным полем с {\displaystyle p} элементами).

### Геометрические гипотезы
Так называемая геометрическая программа Ленглендса, предложенная Жераром Ломоном следуя идеям Владимира Дринфельда, возникает из геометрической переформулировки обычной программы Ленглендса. В простых случаях она связывает {\displaystyle \ell }-адические представления этальной фундаментальной группы алгебраической кривой с объектами производной категории {\displaystyle \ell }-адическими пучками на модулях векторных расслоений над кривой.

## Текущее состояние
Гипотеза Ленглендса для {\displaystyle \mathrm {GL} (1,K)} следуют из (и по существу эквивалентны) теории полей классов.
Ленглендс доказал гипотезы Ленглендса для групп над архимедовыми локальными полями {\displaystyle \mathbb {R} } и {\displaystyle \mathbb {C} }, дав классификацию Ленглендса неприводимых представлений над этими полями.
Классификацию Люстига неприводимых представлений групп лиева типа над конечными полями можно рассматривать как аналог гипотез Ленглендса для конечных полей.
Доказательство модулярности полустабильных эллиптических кривых над рациональными числами, данное Эндрю Уайлсом, можно рассматривать как пример гипотезы взаимности Ленглендса, так как основная идея состоит в том, чтобы связать представления Галуа, возникающие из эллиптических кривых, с модулярными формами. Хотя результаты Уайлса были существенно обобщены во многих разных направлениях, полная гипотеза Ленглендса для {\displaystyle \mathrm {GL} (2,\mathbb {Q} )} остается недоказанной.
Лоран Лаффорг доказал теорему Лаффорга — гипотезу Ленглендса для общей линейной группы {\displaystyle \mathrm {GL} (n,K)} для полей функций {\displaystyle K}. Эта работа продолжила более ранние исследования Дринфельда, который доказал гипотезу для случая {\displaystyle \mathrm {GL} (2,K)}.

### Локальные гипотезы Ленглендса
Филипп Куцко в 1980 доказал локальные гипотезы Ленглендса для общей линейной группы {\displaystyle \mathrm {GL} (2,K)} над локальным полям.
Жерар Ломон, Михаил Рапопорт, Ульрих Штюлер в 1993 доказали локальные гипотезы Ленглендса для общей линейной группы {\displaystyle \mathrm {GL} (n,K)} для локальных полей {\displaystyle K} положительной характеристики. Их доказательство использует глобальный аргумент.
Ричард Тейлор, Майкл Харрис в 2001 доказали локальные гипотезы Ленглендса для общей линейной группы {\displaystyle \mathrm {GL} (n,K)} для локальных полей {\displaystyle K} характеристики 0. Гай Хенниарт в 2000 дал ещё одно доказательство. Оба доказательства используют глобальный аргумент. Петер Шольце в 2013 дал другое доказательство.

### Фундаментальная лемма
В 2008 году Нго Бао Тяу доказал фундаментальную лемму, которая изначально предполагалась Ленглендсом в 1983 году и требовалась для доказательства некоторых важных гипотез в программе Ленглендса.